# Крамаров Володимир Савич
Володимир Савич (Савович) Крамаров (5 грудня 1906, місто Біла Церква, тепер Київської області — 6 травня 1987 або 6 жовтня 1986?, місто Київ) — український радянський вчений у галузі технології та організації ремонту сільськогосподарської техніки, доктор технічних наук (1948), професор (1949), член-кореспондент ВАСГНІЛ (1956). 

## Життєпис
Народився 22 листопада (5 грудня) 1906 року у місті Біла Церква Київської губернії.
Батько, Сава Крамаров, був вихідцем із найбідніших селян села Ружки Таращанського повіту Київської губернії. Маючи невеличкий земельний наділ, він вимушено поїхав на заробітки до містечка Біла Церква, де згодом одружився і залишився на постійне проживання. До революційних подій 1917 року батько служив на різних підприємствах (пекарем, офіціантом і т.п.), а згодом повернувся до сільського господарства, вступивши до сільськогосподарської комуни, що була створена на землях поміщиці Браницької. В подальшому працював у сільськогосподарській кооперації.
Мати Володимира народилася в селищі Олександрія поблизу м. Білої Церкви (нині входить в смугу міста) в родині залізничного вантажника. Окрім Володимира в сім’ї Крамарових було два брати і три сестри. Один із братів, Борис служив на Балтійському флоті і загинув під час війни. Сергій був капітаном артилерії, інвалід війни. Сестри жили і працювали у Білій Церкві.
Володимир Крамаров навчався в початковій школі. В літній час працював на найближчих цукрових заводах слюсарем з ремонту сільськогосподарських машин, був членом комітету незаможних селян.
У 1924 році вступив до Білоцерківського політехнічного технікуму, звідки був переведений до новоствореного Київського інституту механізації та електрифікації сільського господарства, який закінчив у 1929 році та здобув фах інженера-механіка.
З березня 1929 по 1930 рік працював за направленням інженер-механіком Дніпропетровського зернорадгоспу Зернотресту. З грудня 1930 по 1932 рік — старший інженер ремонтного управління Зернотресту в Москві. 
У 1931 році розпочав викладацьку діяльність на кафедрі механізації сільського господарства в Московському інституті механізації і електрифікації сільського господарства в якості асистента, а з 1932 року переходить на постійну роботу на посаду завідувача кафедри ремонту тракторів, автомобілів та сільськогосподарських машин Московського інституту механізації і електрифікації сільського господарства. Розробив програму відновленої у вищих навчальних закладах механізації сільського господарства дисципліни «Ремонт тракторів, автомобілів і сільськогосподарських машин»: курс лекцій і лабораторно-практичних занять, зміст курсового та дипломного проєктування. Одночасно провів організаційну роботу щодо створення в інституті лабораторії ремонту машин.
У роки Другої світової війни деякий час очолював створену при інституті ремонтну базу, а згодом був відряджений до місця евакуації Московського інституту механізації і електрифікації сільського господарства.
У 1942 році вступив в кандидати ВКП(б). Член ВКП(б) з 1944 року.
У 1948 році захистив докторську дисертацію на тему «Теоретичні основи проектування підприємств сільськогосподарської ремонтної моделі», яка започаткувала науковий підхід до організації й оснащення ремонтних підприємств. У 1949 році Крамареву присвоєно вчене звання професора.
У 1949—1950 роках — старший науковий співробітник Всесоюзного інституту механізації сільського господарства (м. Москва), де очолював розробку та видання типової технології ремонту тракторів КД-35. Вченим було розроблено технологію відновлення зношених деталей тракторів і сільськогосподарських машин, основою якої стало використання пластичної деформації металів і спеціальних видів механічної обробки. Ці роботи були завершені і знайшли своє застосування в сільськогосподарському ремонтному виробництві. Під керівництвом Крамарова було розроблено типову технологію ремонту тракторів КД-35 і складено відповідну технологічну документацію. В галузі організації ремонту машин вченим розроблено теоретичні основи технологічних процесів ремонтного виробництва та інженерна методика їх проєктування.
З 1950 року професор Крамаров працював в Київському сільськогосподарському інституті (КСГІ). У 1951—1953 роках — завідувач кафедри ремонту тракторів, автомобілів і сільськогосподарських машин, у 1953—1954 роках — заступник директора з навчальної роботи, заступник директора з навчальної та наукової роботи Київського сільськогосподарського інституту. У 1954—1957 роках — проректор з навчальної роботи Української сільськогосподарської академії (колишнього КСГІ).
У 1957—1959 роках — ректор Української сільськогосподарської академії. 1956 року обраний віцепрезидентом Української академії сільськогосподарських наук.
У січні 1960—1969 роках — директор Українського науково-дослідного інституту механізації та електрифікації сільського господарства.
У 1969—1976 роках — завідувач кафедри ремонту тракторів, автомобілів і сільськогосподарських машин Української сільськогосподарської академії.
У 1976—1986 роках — професор-консультант кафедри ремонту тракторів, автомобілів і сільськогосподарських машин Української сільськогосподарської академії.
Розробник теоретичних основ та методики інженерного розрахунку та проектування спеціалізованих ремонтних підприємств. Керував розробкою технології відновлення ряду деталей тракторів та сільськогосподарських машин шляхом пластичної деформації без нагріву.

## Основні праці
- Технологія ремонту тракторів, автомобілів та сільськогосподарських машин: підручник для механіків МТС та МТМ. Москва: Сільгоспгіз, 1938.375 с.
- Механізація робіт у рослинництвi / співавт.: К.І. Односума та інш. Київ: Урожай, 1969. 330 с.

## Нагороди
- три ордени Трудового Червоного Прапора (1945, 1954, 1959)
- орден «Знак Пошани» (1966)
- медалі ВДНГ
- медалі